# Борзаковский, Владимир Степанович
Владимир Степанович Борзаковский (1834—1914) — русский историк.

## Биография
Родился в 1834 году.
Окончил 2-ю Санкт-Петербургскую гимназию и историко-филологическое отделение Главного педагогического института (1857).
Работал в провинциальных гимназиях, позднее переехал в Петербург, где преподавал в различных учебных заведениях: Кадетском корпусе, Инженерном училище, Смольном институте.
В 1876 году издал диссертацию «История Тверского княжества», за которую получил степень магистра русской истории. Петербургская Академия наук за этот труд удостоила его Уваровской премии.
Заболевание глаз стало причиной прекращения дальнейшей научной деятельности. Он оставил за собой лишь преподавательскую работу в Смольном институте и специальном педагогическом классе Александровского женского института (1893—1895).
Умер в 1914 году в Шувалово Санкт-Петербургской губернии.